# Лучанский, Григорий Эммануилович
Лучанский, Григорий Эммануилович (р. 8 февраля 1945 года в Ташкенте) — крупный международный предприниматель. Основатель австрийской группы компаний «Нордекс» (Nordex), старший вице-президент Международного конгресса промышленников и предпринимателей, президент российского «Центра инвестиционных проектов и программ», член Бюро Президиума Российского еврейского конгресса.

## Ранние годы
После окончания Московского института стали и сплавов получил распределение в Латвийскую ССР. Создал один из первых студенческих строительных отрядов и придумал для него форму, которую студенты шили своими силами под его руководством. В 1969 году при создании Центрального штаба студенческих строительных отрядов при ЦК ВЛКСМ возглавил латвийский республиканский штаб при ЦК ЛКСМ Латвии. Был избран членом ревизионной комиссии ЦК ЛКСМ Латвии.
В 1974 году был назначен проректором Латвийского государственного университета имени П.Стучки по административно-хозяйственной работе, став самым молодым проректором в Латвии. Как он сам говорил впоследствии, уже в это время он занимался бизнесом, за что «власть предержащие расправились с ним в свойственной им манере».
В 1982 году арестован по обвинению в хищении социалистической собственности на сумму 2564 рубля, в 1983 г. осужден на семь лет. Был направлен отбывать заключение в Екабпилсскую зону, созданную при строительстве крупного завода. Поначалу работал там закройщиком, но при инспекционной поездке на объект председателя Совета министров Латвийской ССР Юрия Яновича Рубэна тот предложил начальнику зоны рекрутировать заключённого Лучанского в прорабы вместо вольнонаёмных, «потому что те были пьяницы и негодяи». Лучанскому предложили стать мастером на стройке, и поначалу он отказался. Условием принять должность он поставил увольнение всех вольнонаёмных, которые таскают заключённым водку, воруют стройматериалы и имитируют работу.
Так он оказался не мастером, не прорабом, а руководителем стройки, что представляло собой уникальный случай в истории подобных объектов. Практически за год завод, который стоял на уровне фундамента 10 лет, был построен, и Лучанский рассчитывал на условно-досрочное освобождение. Высшее милицейское начальство намеревалось не выпускать его, однако начальник зоны дал своему уникальному заключённому рекомендацию на УДО в суд, и тот в 1985 году принял решение в пользу Лучанского.
За освобождением из тюрьмы последовало «привлечение к труду» в Соликамске, где Лучанский тоже работал в строительстве, создав из 60 «выпускников» латвийской зоны прообраз комплексной строительной бригады сквозного подряда. Скоро она заняла первое место в социалистическом соревновании среди строительных бригад Западного Урала. Поскольку этой бригаде поручали ответственные и сложные объекты, она была привлечена к работе на производственном объединении "Сильвинит" (Соликамск Пермской области), выпускавшем калийную соль. Там Лучанский познакомился с заместителем директора объединения Арнольдом Штернбергом.
После возвращения Лучанского в Латвийскую ССР Герой Социалистического труда Альберт Каулс пригласил его в руководимый им крупнейший латвийский колхоз-миллионер «Адажи» на должность заместителя, оказав тем самым неоценимую моральную поддержку, которую Лучанский постарался оправдать.
17-19 февраля 1987 года Латвийскую ССР посетил генеральный секретарь ЦК КПСС Горбачёв, которому показали промышленный гигант ВЭФ (который генсек назвал «предприятием XIX века») и агрофирму «Адажи» (которую он назвал «предприятием XXI века»). На встрече с партийным активом республики Горбачёв спросил, чем он может помочь для развития прогресса, на что А.Каулс ответил просьбой помочь напрямую выйти на внешний рынок, дабы «продавать свою продукцию и закупать технологии не только для себя, но и для других хозяйств». Горбачёв обещал такой выход обеспечить, а Каулса сделал своим советником по сельскому хозяйству.

## Карьера в международном бизнесе
18 мая 1989 года Совет министров СССР принял постановление № 412 «О развитии хозяйственной деятельности советских организаций за рубежом», который позволял предприятиям и организациям выходить на внешний рынок напрямую при условии, что получено соответствующее разрешение от Министерства внешних экономических связей СССР. Однако ещё до принятия этого постановления, в сентябре 1988 года, «Адажи» с подачи Горбачёва создали внешнеэкономическую фирму «Adažimpeks», борясь с «государственными монополистами» СССР — такими, как Агрохимэкспорт — за право вывозить из СССР востребованные на международном рынке товары, в первую очередь удобрения. 
Экспорт удобрений начали через Мариуполь, используя как транспортную цепочку сплав на баржах по Каме, Волге и Волго-Донскому каналу до Азовского моря. Тонна хлористого калия в 1988 году стоила 27 рублей, транспортировка до экспортного порта — 16 рублей. Ежемесячная плата за баржи и плавучий кран обходилась в 2000 рублей, проплаты в рублях взял на себя «Adažimpeks». Себестоимость тонны удобрений таким образом не превышала 15 долларов, а на зарубежных рынках её продавали за 90 долларов.
Объём сделок колхозной фирмы уже в 1989 году достиг 50 млн долларов.
26 февраля 1990 года в Австрии была зарегистрирована фирма Nordex (учредителем являлась «Adažimpeks») c уставным капиталом 3 млн австрийских шиллингов (250 тысяч долларов), заработанных «Adažimpeks». Учреждение фирмы произошло с ведома тогдашнего председателя Совета министров Латвийской ССР В. Э. Бресиса. 
Через год эта фирма стала четвёртой по величине в Австрии, а Лучанский выкупил у партнёров их доли капитала и стал единственным владельцем. Он утверждал, что начальный капитал был быстро истрачен, а фирму спасла торговля минеральными удобрениями, которую начали благодаря контактам Лучанского с Соликамским калийным комбинатом.
К 1993 году фирма «Nordex» стала одним из пяти крупнейших экспортёров нефтепродуктов из СНГ. Лучанский убедил российского министра топлива и энергетики Шафраника уступить латвийским компаниям часть акций Транснефтепродукта при создании совместного российско-латвийского предприятия «Латространс». Одной из этих компаний была Software house Riga (SWH), которую с Лучанским связывали партнёрские отношения. «Я могу оказывать непосредственное влияние на решения крупных российских корпораций направлять транзитный бизнес на Латвию, поскольку эти вопросы вовсе не связаны с политикой и есть возможность решать их экономически», — утверждал Лучанский в интервью 2000 года.
В 1993 году Лучанский приобрёл влияние в Вентспилсском порту и ещё связывал свои бизнес-интересы с Латвией, где ему принадлежали акции внешнеторгового объединения «Интерлатвия», которое он использовал для лоббизма внутри республики, и созданное с латвийскими кооперативами предприятие Christmas, ориентированное исключительно на внешний рынок.
Лучанский признаёт, что «в России невозможно было приватизировать предприятия теми деньгами, которых они стоят. Единственный вариант был ваучерный. Ваучеры скупали и приватизировали комбинаты ловкие ребята-кооператоры. Второй вариант был — переход предприятий в руки „красных директоров“, к этому варианту причастен лично я». Предложенное директорскому корпусу ноу-хау руководимой Лучанским фирмы «Nordex» состояло в том, чтобы создавать на паях посредническую структуру за рубежом, в которой бы 50 % принадлежало «Nordex», а 50 % — «красному директору», а полученную прибыль при реализации продукции он мог бы использовать для выкупа предприятия и личные нужды.
В начале 1993 года Григорий Эммануилович профинансировал предвыборную кампанию Егора Гайдара и Гавриила Попова, поскольку считал, что должен помочь судьбам «демократии в России». Никакой личной выгоды он, по его утверждению, от этого не получил.
Осенью того же года он встретился на завтраке у спонсора Демократической партии США, крупного строительного бизнесмена Сэма Томба с президентом США Биллом Клинтоном, что имело для компании «Nordex» драматические последствия.

## Атака на Nordex
Американская пресса представила встречу Лучанского с Клинтоном как свидетельство связи президента США с «русской мафией», что якобы просочилось из спецслужб. Лучанскому запретили въезд в Англию, начали закрывать банковские счета компании, распространяли порочащую информацию. Американские спецслужбы арестовали десятки контрактов «Nordex» на многомиллионные суммы. Остановилось финансирование разработки крупнейшего в мире месторождения золота в Казахстане на паях с канадской компанией. За право контроля крупнейшего в Казахстане металлургического комбината в Караганде вместе с американской US Steel надо было собрать 500 млн долларов, из которых Лучанский вложил 75 млн, а остальное должны были обеспечить его партнёр Шауль Айзенберг и американцы, но «Эксимбанк» US Steel <отказал?> в финансировании. 
Воспользовавшись трудностями «Nordex», ей отказались возвращать 150 млн долларов украинские контрагенты. После этого Лучанский решил остановить деятельность своей компании, перед которой остались в долгу не только частные фирмы, но и целые страны — Украина, Казахстан, Белоруссия, — на общую сумму около 400 млн долларов: Украине под гарантии президента Леонида Кравчука был выдан кредит на оплату российских энергоносителей, Казахстану под гарантии президента Назарбаева на закупку медикаментов (25 млн), Белоруссии под гарантии премьер-министра Кебича — на закупку средств защиты растений.
С 1995 года по 1997 год Лучанский занимался инвестиционным финансированием у израильского миллиардера Шауля Айзенберга, с которым был знаком по совместным проектам в Казахстане и Китае. Было создано 17 совместных предприятий.

## Восстановление репутации
Атаку на «Nordex» и задержание в лондонском аэропорту Лучанский связывал с желанием британских спецслужб, которым накануне этих событий урезали бюджет, показать видимые успехи. Ранее попытки подорвать репутацию Лучанского предпринимались в Латвии, однако полиция Германии и Австрии установила, а суды подтвердили ложность обвинений в адрес фигуранта.
В Times были опубликованы две статьи, порочившие Лучанского, которые он попросил опровергнуть, на что Times объявила, что суд против Лучанского — дело принципа, бросив на поиск доказательств большие силы: подняла дело о хозяйственном преступлении в советской Латвии, собирала свидетельства в Латвии, Бельгии, Израиле. Было нанято детективное агентство Kroll Associates, в которое ранее обращался Лучанский, чтобы снять с себя обвинение в отмывке «золота партии». Наконец, газета стала подавать дело Лучанского как притеснение свободы прессы.
«Times пыталась в суде добиться strike out — доказать, что Лучанский персона, которую в Англии никто не воспринимает всерьез, и потому нет никакого общественного интереса судиться. Это удалось сделать журналу Forbes с Березовским, названным представителем кремлёвской мафии, — рассказывал Лучанский. — Мне необходимо было собрать множество доказательств, что я вообще являюсь кем-то для Англии. Доказательства: множество наград в биографическом центре Кембриджа, крупные контракты, заключенные с британскими компаниями, свидетельства более 50 граждан Великобритании, и суд strike out не разрешил, так как признано, что газета не имела права использовать материалы, которые они собрали после написания статьи. Они могли пользоваться только теми материалами, на которых основана статья».
В связи со случаем Лучанского в Англии был принят новый законодательный акт, обязывающий МИД Великобритании предоставлять информацию суду по персонам нон грата, в результате чего участник процесса, которому ранее был выдан запрет на въезд, смог въехать в страну для участия в слушаниях. Суд присяжных, назначенный по требованию газеты, 5 голосами из 6 в апреле 2001 года вынес решение в пользу Лучанского.
Директор ФБР Луис Фри во время своего визита в Москву на пресс-конференции 20 ноября 1997 года подтвердил, что Г.Лучанский никогда не привлекался к уголовному преследованию в США и «не в обычаях ФБР обсуждать людей, которым не предъявлены какие-либо обвинения».

## Текущая деятельность
В конце 1990-х Лучанский создал Центр инвестиционных проектов и программ в Москве, работающий с особо крупными проектами инвестиций в Евразии.
27 января 2003 года Центр стал собственником Московской автомобильной компании, получившей в управление завод ЗИЛ. В 2011 году компания была отстранена от руководства заводом, её акции были выкуплены Правительством Москвы.
После кризиса 2008 года Лучанский оценивал время на выход из него для России в 3—4 года, для Латвии в 7—8 лет. Латвийской экономике, по его мнению, требовалась «программа не по „оздоровлению“, а по воссозданию, так как в рамках подготовки к вступлению в ЕС происходила не интеграция национальной экономики в общеевропейское экономическое пространство, а приспособление к неким весьма спорным, на мой взгляд, стандартам и условиям. В итоге существенно уменьшилась доля реального (производственного) сектора экономики, практически уничтожено сельскохозяйственное производство, в угоду политическим играм утрачены условия для эффективного использования „транзитных коридоров“ республики. А ведь все это наряду с развитием туризма в основном из стран бывшего СССР, малого и среднего бизнеса и эффективного банковского сектора — является основой воссоздания национальной экономики Латвии».

## Семья
Родители — Эммануил Эммануилович Лучанский (военный медик, участник ВОВ, умер в 1949 году) и Берта Григорьевна Владимирская — экономист, в 50-х — 60-х работала в артели инвалидов, умерла в 1975 году, похоронена на Втором Лесном кладбище в Риге).
Григорий Эммануилович проживает в России и в Австрии. Женат, имеет трех дочерей и сына.

## Образование
Московский институт стали и сплавов (1963—1968), специальность «инженер-металлург»; Московский институт управления им. Орджоникидзе (1968—1973) (Государственный университет управления), специальность «экономист по организации строительства»; аспирантура Московского института управления им. Орджоникидзе (1974—1978). Доктор экономических наук, академик Международной академии информатизации.

## Благотворительность
Григорий Эммануилович Лучанский занимается меценатством и благотворительностью. Вместе с бардом Сергеем Никитиным Григорий Лучанский с 2002 года помогает Смоленской специальной школе для слепых и слабовидящих детей.
Так же Григорий Лучанский помогает Москве, участвуя в совместном с правительством Москвы проекте по строительству нового предприятия по выпуску препаратов из плазмы крови.